# Training Academy Olympic Roma
Training Academy Olympic Roma, più semplicemente Olympic Roma, è un club italiano di pallanuoto con sede a Roma.
L'olimpionico Mario Fiorillo ricopre il ruolo di presidente e allenatore del club.

## Storia
Ha assunto l'attuale denominazione nel 2024 per ragioni di sponsor, mentre è denominata Olympic Roma nel 2022; in precedenza era nota come Associazione Sportiva Roma 2007, dall'anno in cui è stata fondata. Ha esordito nella stagione 2007-2008 nel girone laziale della Serie D, ed è riuscita in pochi anni a scalare le divisioni arrivando fino alla Serie B, il terzo livello del campionato italiano. Alla fine della stagione sportiva 2010-2011 consegue un'altra storica promozione, salendo in Serie A2. Nel giugno 2024, dopo aver sconfitto la Canottieri Napoli nella finale play-off di Serie A2, ottiene la promozione in Serie A1. L'anno seguente mantiene la categoria salvandosi ai play-out contro la Rari Nantes Florentia.

## Rosa 2025-2026
Aggiornato al 6 agosto 2025.
| Allenatore: | Mario Fiorillo |